# Абрамов, Эдуард Михайлович
Эдуа́рд Миха́йлович Абра́мов (3 апреля 1938, Усть-Каменогорск — 11 января 2024, Феодосия) — советский, украинский и российский поэт, прозаик и переводчик. Член Национального союза писателей Украины (2003).

## Биография
Родился 3 апреля 1938 года в Усть-Каменогорске. Окончил юридический факультет Алма-Атинского университета и Высшую партийную школу при ЦК КПСС. Работал в правоохранительных органах. Преподавал в Феодосийской финансово-экономической академии.
Впервые опубликовался в 1960 году в Алма-Аты. Возглавлял в начале 2000-х годов ЛИТО «Киммерия», был директором Феодосийского отделения Литературного фонда Крыма, главным редактором журнала крымских писателей «Чёрное море». Член Национального союза писателей Украины (2003). Член Союза писателей России. Награждён медалями. Умер 11 января 2024 года в Феодосии.

## Творчество
Первые стихи опубликовал в 1960 году в Алма-Ате. Автор поэтических сборников «Феодосия-город у моря», «Феодосийская волна»; прозаических книг «Дорога жизни», «На улице Надежды».
Написал продолжение «Евгения Онегина» Александра Пушкина и «Тихого Дона» Михаила Шолохова. В последнем романе Абрамов продлил жизнь главного героя Григория Мелехова на 30 лет: тот пройдет ссылку, войну, успеет побыть председателем родного колхоза и умрет в один год со Сталиным. Мелехов попросил похоронить его рядом с Аксиньей. Абрамов также рассказал в продолжении романа историю жизни Шолохова: в 1941 году писатель даже встретился со своим героем в Кремле, где Шолохов и Мелехов 7 ноября выпили вместе со Сталиным за победу.
Перевел на русский язык все сонеты Уильяма Шекспира (изданы в 2006 году в Симферополе).